# Réveillon de Noël
« Veille de Noël » redirige ici. Pour la mélodie française, voir Veille de Noël (mélodie).
 (janvier 2014).
Si vous disposez d'ouvrages ou d'articles de référence ou si vous connaissez des sites web de qualité traitant du thème abordé ici, merci de compléter l'article en donnant les références utiles à sa vérifiabilité et en les liant à la section « Notes et références ».

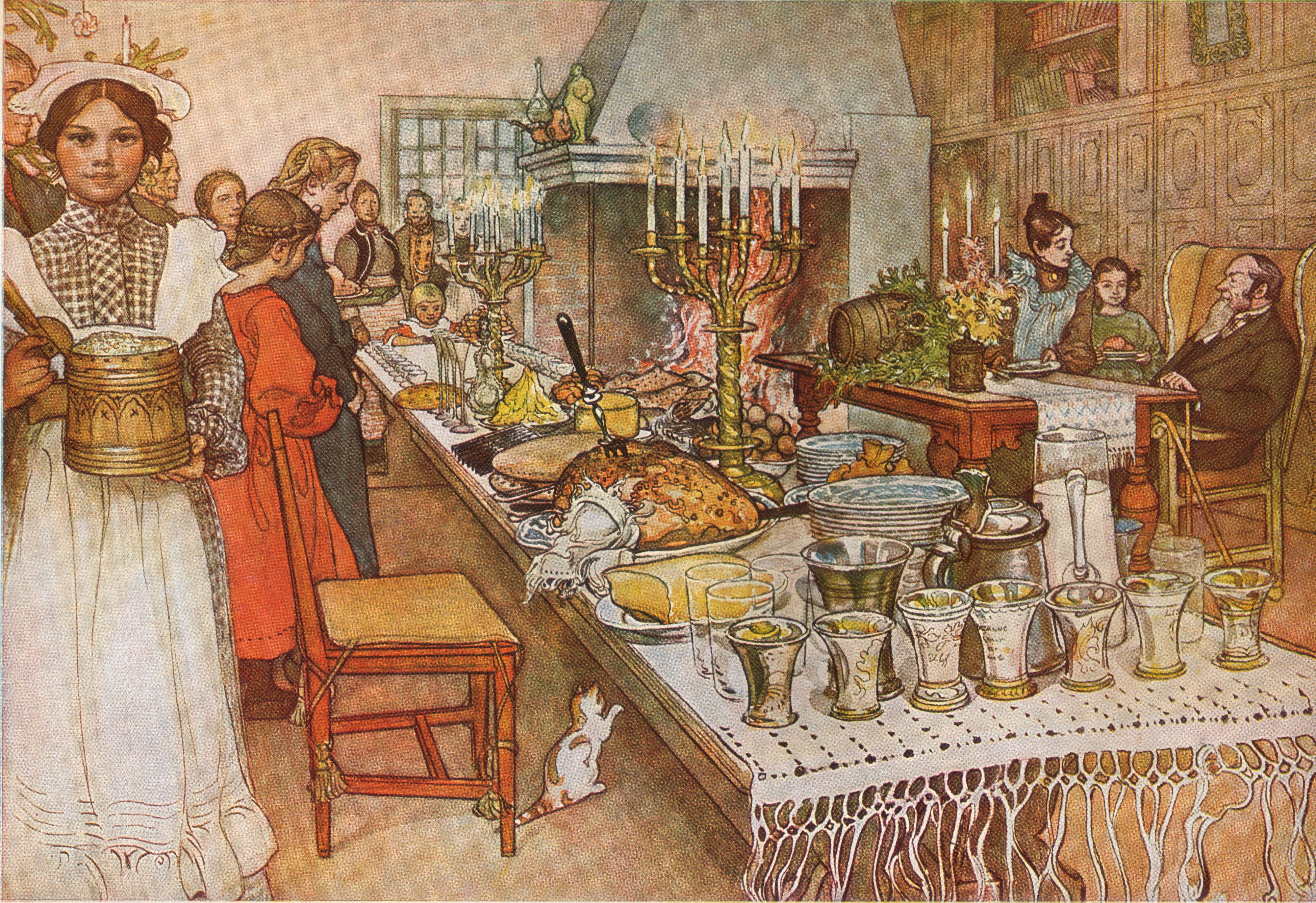
Réveillon de Noël, tableau de Carl Larsson (1904-1905).

Le réveillon de Noël est la soirée du 24 décembre, veille de Noël, qui fait souvent l’objet d’un repas, généralement familial, parfois accompagné d’autres célébrations telles que la messe de minuit.
Cette coutume correspond aux pays ou cultures, au départ chrétiennes, pour qui la signification de Noël a une signification religieuse (la Nativité de Jésus de Nazareth). Son développement accompagne le développement de la culture occidentale. Au XXIe siècle, le temps de Noël est une partie des Fêtes de fin d'année sécularisées en Trêve des confiseurs et Jour de l'an, au moins pour les cultures qui fonctionnent avec ce type de calendrier.
Cette coutume est observée dans de nombreuses régions francophones ou d’héritage francophone, comme en Belgique, en France, au Liban, au Québec, à La Nouvelle-Orléans et également en de nombreuses villes d’Ontario.

## Traditions culinaires
Des huîtres, du foie gras, du saumon fumé sont consommés en entrée.
Le boudin blanc est aussi associé au repas de Noël.
Le plat principal caractéristique est la dinde de Noël. [Quoi ?] L’oie, le homard sont également populaires[réf. nécessaire].
Le dessert caractéristique est la bûche de Noël. En Provence, il existe aussi une tradition dite des Treize desserts, en souvenir de Jésus et de ses douze apôtres.

## Traditionsuniverselles[réf.nécessaire]
Deux coutumes d’échange de cadeau existent[réf. nécessaire] : la première, principalement suivie par les familles sans enfants en bas âge, consiste à se les échanger lors du réveillon de Noël, le plus souvent à minuit ; dans la seconde, c’est le Père Noël qui est censé apporter les cadeaux, qui seront déballés le jour de Noël.
À minuit, les participants se souhaitent un « joyeux Noël ».

## Traditions catholiques et orthodoxes
L'Église catholique organise un office spécial en ce jour, la messe de minuit, qui peut être précédé d'une veillée de prières.
Les orthodoxes ont également un office particulier la veille de Noël, mais celui-ci est le 24 décembre du calendrier julien, ce qui correspond au 6 janvier du calendrier grégorien. L’Église orthodoxe utilise en effet le calendrier julien pour calculer les dates liturgiques.
La tradition catholique de la crèche de Noël demande que le personnage de Jésus de Nazareth ne soit rajouté que passé minuit, pour célébrer sa naissance en ce jour. Cela se fait soit de façon informelle, soit au retour de la messe de minuit par un enfant.

## Traditions politiques
En Espagne et en Belgique, le roi adresse un discours à la nation dans lequel il évoque la situation politique du pays le soir du réveillon. D’autres chefs d’État prononcent également un discours à l’occasion de Noël, comme au Royaume-Uni et au Vatican, mais en date du 25 décembre.